# Tapak Tuan
Tapak Tuan (indonez. Kecamatan Tapak Tuan) – kecamatan w kabupatenie Aceh Selatan w okręgu specjalnym Aceh w Indonezji.
Kecamatan ten znajduje się w północnej części Sumatry, nad Oceanem Indyjskim. Od północy graniczy z kecamatanem Sama Dua, od wschodu z kecamatanem Kluet Tengah, a od południowego wschodu z kecamatanem Pasie Raja. Przebiegają przez niego drogi Jalan Lintas Barat Sumatrea i Jalan T. Ben Mahmud.
W 2010 roku kecamatan ten zamieszkiwało 22 540 osób, z których 14 629 stanowiło ludność miejską, a 7911 ludność wiejską. Mężczyzn było 10 901, a kobiet 11 639. 22 261 osoby wyznawały islam, 109 buddyzm, a 41 chrześcijaństwo.
Znajdują się tutaj miejscowości: Air Berudang, Air Pinang, Batu Itam, Gunung Kerambil, Hilir, Hulu, Jambo Apha, Lhok Bengkuang, Lhok Bengkuang Timur, Lhok Keutapang, Lhok Rukam, Padang, Panjupian, Panton Luas, Pasar, Tepi Air.